# Irineu Nogueira Pinheiro
Irineu Nogueira Pinheiro (Crato, 6 de janeiro de 1881 — Crato, 21 de maio de 1954) foi um historiador regional, escritor e jornalista brasileiro.

## Biografia
Era filho de Manuel Rodrigues Nogueira Pinheiro e Irinéia Pinto Nogueira.
Fundou o Correio do Crato, colaborou com o Correio do Cariry, A Região, O Araripe, Crato-jornal e A Ação, além do Rotary Club do Crato.
Em 1910 formou-se na Faculdade de Medicina do Rio de Janeiro.
Foi o primeiro presidente do Instituto Cultural do Cariri, em 1953.

## Obras
- Um caso de dexiocardia.
- O Juazeiro do Padre Cícero e a Revolução de 1914.
- José Pereira Filgueiras (biografia).
- Joaquim Pinto Madeira (biografia).
- Cidade do Crato (co-autoria José Alves Figueiredo Filho).
- Morte do Capitão J. da Penha.
- O Cariri.
- Efemérides do Cariri.